# La Petite Reine
La Petite Reine ist ein kanadischer Spielfilm aus dem Jahr 2014, der sich mit dem brisanten Thema Doping im Radsport auseinandersetzt. Der von Alexis Durand-Brault inszenierte Film erzählt die fiktive Geschichte der jungen Radsportlerin Julie Arseneau, die kurz vor einem möglichen Weltcup-Sieg steht. Die Handlung basiert lose auf dem realen Fall der kanadischen Radrennfahrerin Geneviève Jeanson, deren Karriere durch einen Dopingskandal beendet wurde. Mit einem Budget von etwa 5 Millionen Kanadischen Dollar wurde der 108-minütige Film als französischsprachiges Sportdrama produziert. Die Hauptrolle der Julie Arseneau übernahm die Schauspielerin Laurence Leboeuf, die für ihre nuancierte Darstellung von Kritikern gelobt wurde.

## Handlung
Der Film La Petite Reine aus dem Jahr 2014 erzählt die Geschichte der jungen Radsportlerin Julie Arseneau, die kurz davor steht, den Weltcup zu gewinnen. Julie befindet sich auf dem Höhepunkt ihrer Karriere und genießt die Aufmerksamkeit, die ihr zuteilwird. Allerdings hat sie diesen Erfolg nicht allein durch hartes Training erreicht. Seit ihrem 14. Lebensjahr nimmt Julie auf Anraten ihres Trainers und Arztes leistungssteigernde Substanzen ein. Als ihr Arzt sie schließlich anzeigt, gelingt es Julie zunächst, den Fall zu vertuschen. Doch das Ausmaß des Betrugs führt zu einer Spirale aus Missbrauch, Lügen und Verrat. Julie gerät in ein Räderwerk, das sie nicht mehr kontrollieren kann. Im Verlauf der Handlung muss sie sich mit den Konsequenzen ihres Handelns auseinandersetzen und versuchen, einen Ausweg aus ihrer Situation zu finden. Der Film zeigt Julies Ringen mit ihrem Gewissen, ihrer Karriere und den Menschen in ihrem Umfeld, während sie sich zwei entscheidenden Rennen nähert, die über ihren Weltcup-Sieg entscheiden könnten.

## Produktion und Hintergrund
Der kanadische Spielfilm La Petite Reine (englischer Titel: The Little Queen) aus dem Jahr 2014 wurde von der Produktionsfirma Forum Films produziert. Regie führte Alexis Durand-Brault, der gemeinsam mit der Schauspielerin Sophie Lorain und der kanadischen Autorin Catherine Léger auch das Drehbuch verfasste. Die Filmmusik komponierten Sari Dajani, Pierre-Luc Rioux, Marc-André Sauvageau und Rudy Toussaint. Für die Kameraarbeit war Yves Bélanger verantwortlich, während Louis-Philippe Rathé den Schnitt übernahm. Der Film basiert lose auf der wahren Geschichte der kanadischen Radrennfahrerin Geneviève Jeanson, deren Karriere durch einen Dopingskandal beendet wurde. Die Dreharbeiten fanden in Kanada statt. Mit einer Laufzeit von 108 Minuten wurde La Petite Reine als französischsprachiger Sportfilm konzipiert, der sich kritisch mit dem Thema Doping im Radsport auseinandersetzt. Das Budget des Films belief sich auf etwa 5 Millionen Kanadische Dollar.

## Besetzung

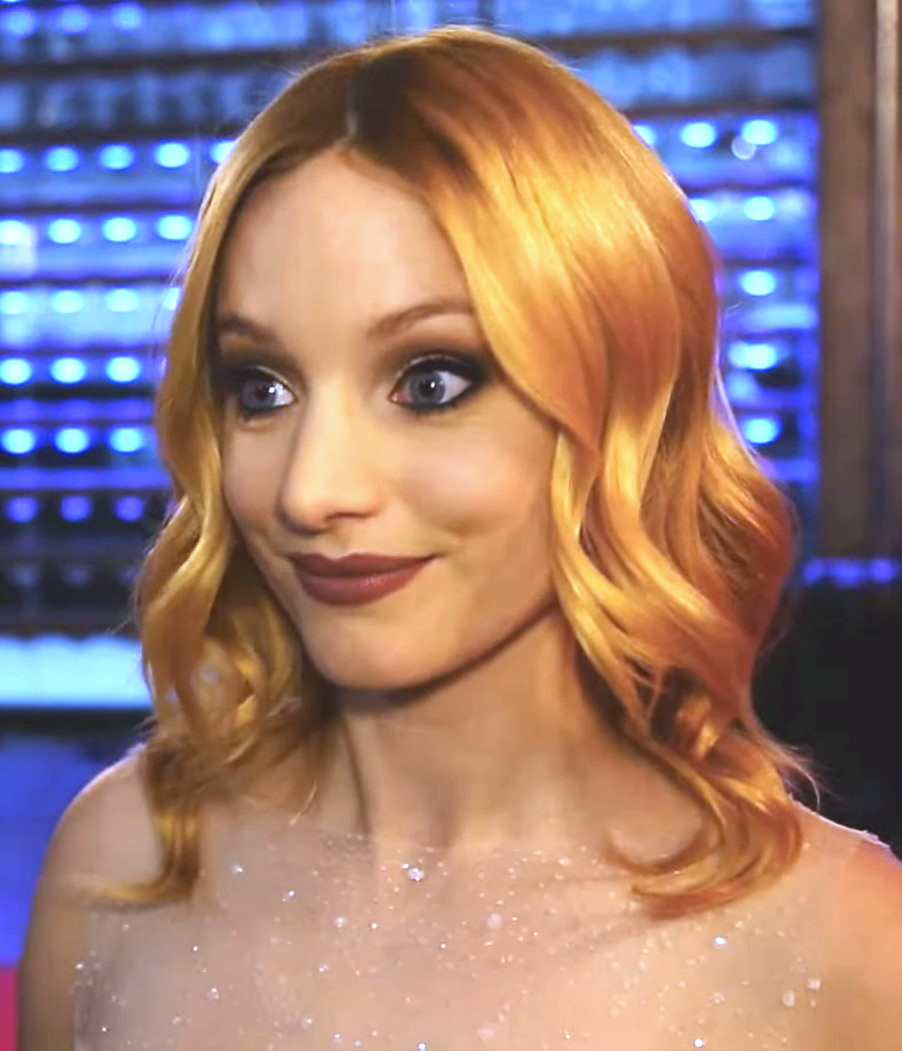
Laurence Leboeuf, Hauptdarstellerin

Die Hauptrolle der Julie Arseneau in La Petite Reine wurde von Laurence Leboeuf verkörpert. Patrice Robitaille übernahm die Rolle des Trainers JP. Weitere wichtige Rollen wurden von Denis Bouchard als Alain Arseneau und Josée Deschênes als Suzanne Arseneau besetzt. Sébastien Delorme spielte die Figur des François Bouchard. Zum Ensemble gehörten außerdem Judith Baribeau als Nathalie, Jeff Boudreault als Claude und Mélanie Pilon als Pauline LeBigot. René-Daniel Dubois verkörperte Dr. Paul C. Henri. Die Besetzung setzte sich somit aus einer Mischung etablierter Québecer Schauspieler und aufstrebender Talente zusammen, die gemeinsam das komplexe Beziehungsgeflecht um die Hauptfigur Julie zum Leben erweckten.

## Veröffentlichung und Verbreitung
Das kanadische Sportdrama La Petite Reine feierte am 13. Juni 2014 seine offizielle Premiere in den kanadischen Kinos der Provinz Québec. International wurde der Film erstmals am 22. August 2014 auf dem Festival du film francophone d’Angoulême in Frankreich gezeigt. Am 4. Oktober 2014 lief er auf dem Festival International du Film Francophone in Namur, Belgien. In China wurde La Petite Reine im Rahmen des Internationalen Filmfestivals Peking präsentiert. Der Film erschien am 30. September 2014 auf DVD in Kanada. In Frankreich war er ab einem nicht näher spezifizierten Datum als Video-on-Demand und im E-Cinema verfügbar. Die Vertriebsrechte für Kanada lagen bei den Unternehmen Christal Films und Les Films Séville. Mit einer Laufzeit von 108 Minuten wurde der Film in französischer Sprache produziert. International ist er auch unter den Titeln The Little Queen (englisch) und Downfall of a Champion (englisch in Kanada) bekannt.

## Rezeption
Die Rezeption von La Petite Reine fiel überwiegend positiv aus. Der Film wurde für seine realistische Darstellung des Dopings im Radsport gelobt. Kritiker hoben die schauspielerische Leistung von Laurence Leboeuf in der Hauptrolle hervor, die als überzeugend und nuanciert beschrieben wurde. Die authentische Inszenierung der Radsportszenen fand ebenfalls Anerkennung. Einige Rezensenten sahen in dem Film eine gelungene Charakterstudie, die die psychologischen Aspekte des Dopings und den Leistungsdruck im Spitzensport eindringlich beleuchtet. Die visuelle Gestaltung und Kameraarbeit wurden als stimmungsvoll und atmosphärisch dicht wahrgenommen. Kritischer bewertet wurde teilweise die Erzählstruktur, die als konventionell empfunden wurde. Insgesamt wurde La Petite Reine als wichtiger Beitrag zur filmischen Auseinandersetzung mit der Dopingproblematik im Sport gesehen.